# Cologne Grand Prix 1977
Il Cologne Grand Prix 1977 è stato un torneo di tennis giocato sul sintetico indoor. È stata la 2ª edizione del Cologne Grand Prix, che fa parte del Colgate-Palmolive Grand Prix 1977. Si è giocato a Colonia in Germania, dal 31 ottobre al 6 novembre 1977.

## Campioni

### Singolare
Björn Borg ha battuto in finale  Wojciech Fibak con il punteggio di 2–6, 7–5, 6–3

### Doppio
Bob Hewitt /  Frew McMillan hanno battuto in finale  Fred McNair /  Sherwood Stewart con il punteggio di 6–3, 7–5